# 瓦西里娜·库利耶娃
瓦西里娜·瓦西里耶芙娜·库利耶娃（羅馬化：Vasilina Vasil'yevna Kuliyeva；1981年11月20日—），婚前姓氏扎哈尔琴科，是俄罗斯自由民主党政治家，第六届、第七届和第八届国家杜马议员。

## 生平
2004年，她毕业于后贝加尔国立师范大学，获得法学学位。2005年至2008年，她在Spasskie Vorota保险集团赤塔分部担任律师，同时担任俄罗斯自由民主党赤塔地区支部副协调员。
2008年至2011年，她担任外贝加尔边疆区行政长官办公厅雇员，同时担任自民党第五届国家杜马议员助理。2009年，她在赤塔市长选举中获得第二名。2011年12月，她在自民党名单上当选为第六届国家杜马议员，并进入家庭、妇女和儿童委员会和议会道德委员会。她于2012年12月17日辞去议员职务，参加2013年州长选举。作为自民党候选人，她竞选外贝加尔边疆区行政长官，不过仅以10%的得票率排名第三。在第七届国家杜马选举中，她竞选第44达乌里亚选区，并于2016年9月18日当选。
在第八届国家杜马选举中，库列娃同样在达乌里亚选区竞选，但与之前竞选不同的是，执政的统一俄罗斯党也决定提名该席位的候选人。结果，库利耶娃在竞选中仅获得第四名，排在公正俄罗斯党的尤里·格里戈里耶夫、统一俄罗斯党的叶卡捷琳娜·菲孙和共产党的德米特里·诺索夫之后。